# Cinéma Le Renaissance (Bray-sur-Seine)

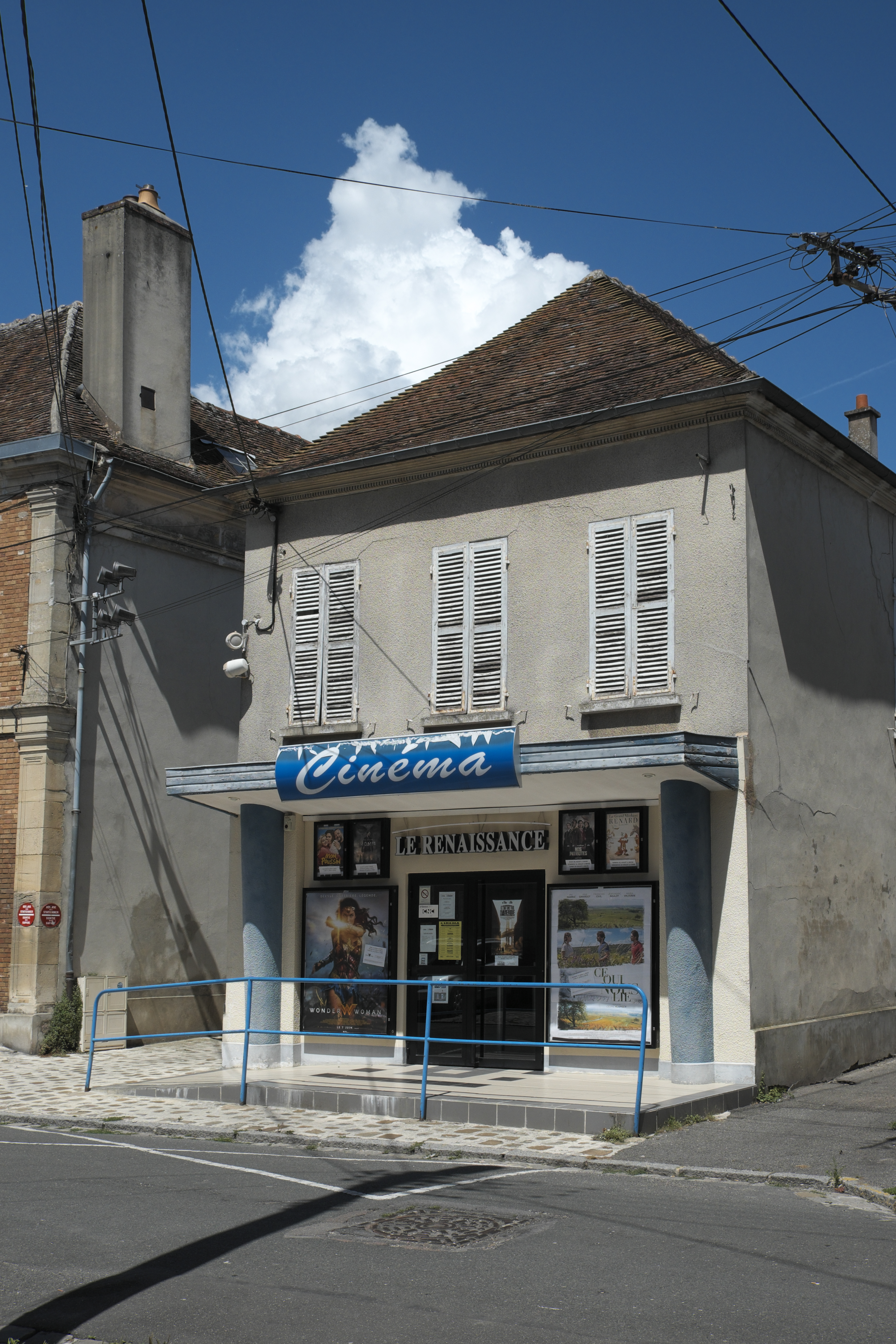
Cinéma Le Renaissance

Das Cinéma Le Renaissance in Bray-sur-Seine, einer französischen Gemeinde im Département Seine-et-Marne in der Region Île-de-France, wurde um 1950 errichtet. Das Kino an der Rue de l’Église, gegenüber der Kirche Sainte-Croix, wurde bis 1984 als Teil einer Kinokette geführt und danach geschlossen.
Ab 1988 betrieb die gemeinnützige Association Bray Culture Loisirs das Kino und im Jahr 1997 kaufte die Gemeinde das Gebäude, worin sie nun mit ehrenamtlichen Mitarbeitern weiterhin den Kinobetrieb aufrechterhält.